# Погуце, Олег Павлович
Олег Павлович Погуце — российский физик, лауреат Ленинской премии (1984).

## Биография
- Родился 30.04.1936. Окончил МИФИ (1961).
- В Институте атомной энергии имени И. В. Курчатова: аспирант (1961—1964), младший научный сотрудник (1964—1973), старший научный сотрудник (1974—1983), с 1983 начальник лаборатории.
- В 1971 г. защитил докторскую диссертацию: «Запертые частицы и устойчивость плазмы в тороидальных магнитных ловушках» : диссертация на звание доктора физико-математических наук : 01.00.00. — Москва, [1971]. — 142 с. : ил.
- Профессор, кафедра физики и химии плазмы в МФТИ.
- Соавтор уравнений Кадомцева-Погуце (для вихря, плотности плазмы и магнитного поля) и критерия Погуце-Юрченко (устойчивости баллонных мод).

## Награды
Лауреат Ленинской премии (1984) — за цикл работ «Теория термоядерной тороидальной плазмы» (1959—1980).

## Публикации
- Кадомцев Б. Б., Погуце О. П. Нелинейные винтовые возмущения плазмы в токамаке.— ЖЭТФ, т. 6, 1973, с. 575—589.
- Кадомцев Б. Б., Погуце О. П. Турбулентные процессы в тороидальных системах — В кн.: Вопросы теории плазмы. М., 1976, вып. 5, с. 209—349.
- Кадомцев Б. Б., Погуце О. П. Электропроводность плазмы в сильном магнитном поле. ЖЭТФ, 1967, 53, 2025—2033
- Кадомцев Б. Б., Погуце О. П. // Вопросы теории плазмы / Под ред. А. М. Леонтовича. М.: Атомиздат, 1967. Вып. 5. С. 209—350
- Кадомцев Б. Б., Погуце О. П. Неустойчивость плазмы на запертых частицах в тороидальной геометрии // ЖЭТФ. — 1966. — Т. 51, № 6. — С. 1734—1746.
- Неустойчивость пучка ускоренных электронов в токамаке [Текст] / В. В. Параил, О. П. Погуце. — Москва : ИАЭ, 1976. — 12 с. : граф.; 29 см. — (Институт атомной энергии имени И. В. Курчатова; ИАЭ-2609).
- Некоторые новые результаты в теории гидромагнитной устойчивости плазмы [Текст]. — Москва : ИАЭ, 1979. — 24 с. : ил.; 28 см. — (Институт атомной энергии имени И. В. Курчатова; ИАЭ-3153).
- Физическая модель L и H режимов в токамаке / С. В. Базденков, О. П. Погуце. — М. : ЦНИИ информ. и техн.-экон. исслед. по атом. науке и технике, 1989. — 31 с. : схем.; 20 см. — (Препр. Ин-т атом. энергии им. И. В. Курчатова; ИАЭ-4815/6).
- К нелинейной теории внутренних винтовых мод в токамаке / А. Д. Беклемишев, О. П. Погуце. — М. : ЦНИИ информ. и техн.-экон. исслед. по атом. науке и технике, 1988. — 14,[1] с.; 22 см. — (Препр. Ин-т атом. энергии им. И. В. Курчатова; ИАЭ-4600/6).
- Нелинейные МГД-уравнения и диссипативные баллонные моды / Б. Б. Кадомцев, О. П. Погуце, Э. И. Юрченко. — М. : ИАЭ, 1983. — 20 с. : граф.; 21 см. — (Препринт. / Ин-т атом. энергии им. И. В. Курчатова. ИАЭ-3743/6; ;).
- Торможение тороидального вращения и аномальные переносы ионов на дрейфовых волнах в токамаке / М. В. Осипенко, О. П. Погуце, Р. В. Шурыгин. — М. : ЦНИИ информ. и техн.-экон. исслед. по атом. науке и технике, 1988. — 20 с.; 22 см. — (ИАЭ-4663/6).
- Радиальная структура диссипативной неустойчивости баллонных мод / О. П. Погуце, Н. В. Чудин. — М., ИАЭ. — 16 с. : ил.; 20 см.

## Семья
Сын: Погуце Игорь Олегович, кандидат физико-математических наук.